# Masahiro Ota
Masahiro Ota (太田 昌宏 Ota Masahiro?), född 28 april 1970 i Kyoto prefektur, är en japansk före detta fotbollsspelare.
Ota började sin karriär 1993 i JEF United Ichihara. 1995 flyttade han till Urawa Reds. Han avslutade karriären 1997.